# 페이라지산타나 주립 대학교
페이라지산타나 주립 대학교(State University of Feira de Santana, UEFS)는 브라질에 위치한 공립 고등교육기관으로, 바이아주 페이라지산타나 시에 위치해 있다. 1990년대까지 이 도시의 유일한 대학교였다.
현재 이 대학교에는 27개의 대학원 과정이 있다.